# Білостоцька архідієцезія

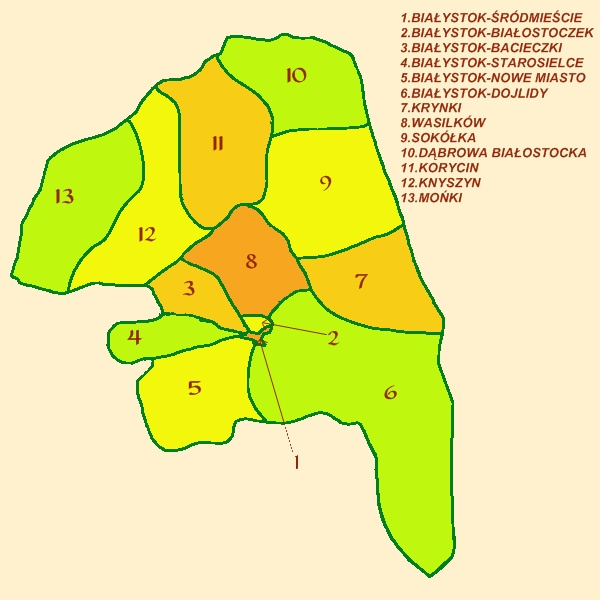
Адміністративний поділ Білостоцької архідієцезії

Білостоцька архідієцезія — одна з 14 архідієцезій римо-католицької церкви в Польщі. Виділена 1991 року з Вільнюської архідієцезії, 1992 буллою папи Івана Павла ІІ піднесена у ранг архідієцезії.
Архідієцезія обіймає площу 5 550 км², налічує 112 парафій і близько 450 тисяч вірних. Кафедральним храмом архідієцезії є Собор Успіння Пресвятої Богородиці в Білостоку.